# Damian Nawrocik
Damian Nawrocik (ur. 3 lipca 1980 w Poznaniu) – polski piłkarz grający na pozycji pomocnika lub napastnika. 
W ekstraklasie rozegrał 95 meczów, strzelając 16 goli. Wraz z Lechem Poznań w 2004 roku zdobył Puchar Polski.

## Sukcesy
Lech Poznań:
- Puchar Polski: 2003/2004